# Антоний (Масендич)
Епи́скоп Анто́ний (в миру Ива́н Ива́нович Масе́ндич; 20 апреля 1961, Плавье, Львовская область — 8 июля 2001, Барнаул) — епископ Русской православной церкви, епископ Барнаульский и Алтайский.
В 1990—1993 годах был архиереем в составе клира неканонических Украинской автокефальной православной церкви и Украинской православной церкви Киевского патриархата.

## Биография
Родился 20 апреля 1961 года в селе Плавье Львовской области.
После окончания 8-летней школы продолжил образование в медицинском училище Ивано-Франковска, которое окончил в 1980 году. Обучение совмещал с послушанием в храме Воскресения Господня.
В 1980 году был призван в армию, службу проходил на строительстве Байкало-Амурской магистрали.
После армии по благословению своего духовного отца работал в епархиальном управлении Владимирской епархии.
В 1982 году архимандритом Алексием (Кутеповым) был пострижен в монашество с именем Антоний в честь преподобного Антония Киево-Печерского, затем был рукоположён в иеродиакона.
В 1983—1985 годы обучался на заочном отделении Московской духовной семинарии.

### Священнослужитель Русской православной церкви
25 февраля 1984 года архиепископом Владимирским и Суздальским Серапионом (Фадеевым) был рукоположён в сан иеромонаха.
В 1985 году по приглашению архиепископа Новосибирского и Барнаульского Гедеона (Докукина), прибыл в Сибирь и был назначен настоятелем храма во имя св. великомученика Димитрия Солунского в городе Алейске, строительство которого было завершено его трудами.
В 1986 году был возведён в сан игумена.
В 1989 году был назначен настоятелем храма в городе Ачинске. Поступил на заочное отделение Московской духовной академии.
После перевода митрополита Гедеона (Докукина) на Ставропольско-Бакинскую кафедру Антоний (Масендич) переехал вместе с ним на новое место служения, где с февраля 1990 года стал благочинным православных приходов Азербайджана и настоятелем храма Рождества Пресвятой Богородицы в Баку в сане архимандрита.
В июне 1990 года был уволен за штат.

### В УАПЦ
Оказавшись на Западной Украине, Антоний по приглашению бывшего епископа Житомирского Иоанна (Боднарчука) начал служить в приходах неканонической Украинской автокефальной православной церкви (УАПЦ).
16 сентября 1990 года митрополитом Львовским (УАПЦ) Иоанном (Боднарчуком), епископами УАПЦ Владимиром (Романюком) и Даниилом (Ковальчуком) Антоний был рукоположён во епископа Ровенского и Житомирского (УАПЦ).
Вскоре между постоянно проживавшим в США престарелым главой УАПЦ патриархом Киевским Мстиславом (Скрыпником) и его местоблюстителем на Украине митрополитом Иоанном (Боднарчуком) разгорелся конфликт, в котором Антоний принял сторону Мстислава и стал с этого времени пользоваться его доверием. Получив от него должность управляющего делами УАПЦ (с 1 декабря 1990) и полностью отстранив Иоанна от руководства, Антоний в 1991—1992 годы фактически возглавлял УАПЦ. Имел в УАПЦ полномочия принимать в отсутствие патриарха наиболее важные решения самостоятельно, после предварительной телефонной консультации с пребывающим в Америке Скрыпником.
В июле 1991 года был назначен на должность председателя Отдела внешних церковных связей УАПЦ с возведением в сан архиепископа Киевского.
25 января 1992 году архиепископу Антонию был дарован титул митрополита Переяславского и Сичеславского.
Способствовал распространению автокефалистского раскола на Украине, лично принимал участие в штурме храмов, принадлежавших Украинской православной церкви Московского Патриархата, возглавлял кампанию по захвату православных храмов на Волыни. Заявлял, что собирается требовать запрещения УПЦ как «фашистской организации».
21 июня 1992 года в канцелярию УАПЦ на ул. Трёхсвятительской в Киеве к митрополиту Антонию (Масендичу) прибыли народные депутаты А. А. Зинченко, Л. П. Скорик, Д. В. Павлычко, В. М. Червоний, Н. И. Поровский, а также будущий заместитель председателя СБУ Виктор Бурлаков и сотрудник аппарата президента Украины Л. М. Кравчука Богдан Тернопильский. Пришедшие потребовали немедленно созвать собор епископов УАПЦ для приёма в её лоно Филарета (Денисенко) вместе с церковной казной, зданием митрополии на Пушкинской и Владимирским собором. В ответ на возражения Антония, говорившего, что он не имеет права на подобные действия, последовал ответ: «Вы обязаны, это распоряжение президента Украины».
22 июня 1992 года Антоний (Масендич), поддавшись давлению со стороны властей и не согласовав вопрос с патриархом Мстиславом, отправил телеграммы епископам УАПЦ с требованием срочно приехать в Киев, не сообщив им о цели приезда.

### В УПЦ КП
25—26 июня 1992 года в Киеве, в приёмной Филарета (Денисенко) (ул. Пушкинская, 36), прошло собрание нескольких епископов УАПЦ, депутатов Верховного Совета Украины, обслуживающего персонала митрополии, именовавшееся Объединительным собором двух церквей — УПЦ и УАПЦ. Решением собора УПЦ и УАПЦ были упразднены, а всё их имущество, финансы и средства были объявлены собственностью вновь созданной организации, названной «Украинская православная Церковь Киевского Патриархата». Её руководителем решено было считать патриарха УАПЦ Мстислава (Скрипника), заместителем — Филарета (Денисенко), управляющим делами — Антония (Масендича).
Вскоре Филарет (Денисенко) совершил «перерукоположение» архиереев УАПЦ, в том числе Антония.
30 июня 1992 года состоялась поездка делегации УПЦ-КП в Константинополь. В состав делегации входили заместитель патриарха митрополит Филарет (Денисенко), митрополит Антоний (Масендич), архимандрит Валентин (Дажук), игумен Даниил (Чокалюк), депутат Верховного Совета Украины Василий Червоний. После этого по Украинскому телевидению была распространена информация о возможном признании новой церкви Константинопольским патриархом. Константинополь опроверг эти заявления.
17 октября 1992 года указами Мстислава (Скрипника) митрополит Антоний (Масендич) и архиепископ Владимир (Романюк) за самовольное вхождение в общие деяния с бывшим митрополитом Филаретом и принятие от него архиерейского переосвящения были отлучены от УАПЦ.
Позднее отношения между Антонием и Филаретом также испортились, поскольку Денисенко стал фактически единолично управлять УПЦ КП.

### Уход из УПЦ КП
В декабре 1993 — январе 1994 года из УПЦ КП официально вышли пять архиереев: митрополит Антоний (Масендич), архиепископ Спиридон (Бабский), епископ Роман (Попенко), епископ Софроний (Власов) и епископ Иоанн (Сиопко). Епископы выступили с покаянным обращением к украинскому народу, в котором призвали свою бывшую паству вернуться в каноническую Церковь, ибо Филарет и его лжецерковь «ведут их к вечной погибели».
26 февраля 1994 года Антоний официально принёс покаяние в раскольнической деятельности перед Патриархом Московским и всея Руси Алексием II и Священным синодом РПЦ и был принят в общение в сане архимандрита.

### Епископ Барнаульский
19 марта 1994 года в Троицком соборе московского Данилова монастыря Антоний был хиротонисан во епископа Барнаульского и Алтайского.
В первые годы своего архиерейского служения епископ Антоний благословил устройство монастырей в Барнауле, Алейске, Камне-на-Оби, Яровом, сёлах Коробейникове, Кислухе. Большое внимание уделял созданию церковных общин и восстановлению некогда существовавших храмов. Частые архиерейские поездки по краю и Республике Алтай способствовали тому, что православное население поддержало своего епископа во всех начинаниях. К 1998 году в епархии было около 300 храмов и приписных православных приходов, семь монастырей.
Миссионерскому служению Церкви и православному просвещению епископ Антоний уделял особое внимание. Он вёл большую работу с представителями местной власти и общественности, лично участвовал в научных конференциях и круглых столах, преподавал курс церковного права на теологическом отделении Алтайского государственного университета. В 1997 году была возобновлена деятельность Барнаульского духовного училища, закрытого в первые годы советской власти.
В 1998 году духовенство Алтайской епархии во главе с Антонием выступило с обращением, в котором содержался призыв к выходу РПЦ из экуменического движения.
Летом 1998 года епископ Антоний решил получить светское образование и единственный из абитуриентов отлично сдал вступительные экзамены на заочное отделение исторического факультета Алтайского университета по кафедре политологии, которое окончил 28 июня 2001 года, за несколько дней до смерти.
Скончался 8 июля 2001 года в Барнауле от обширного инфаркта на 41-м году жизни. 4 июля 2003 года по распоряжению епископа Максима (Дмитриева), находящаяся во дворе епархиального управления могила была вскрыта, а прах епископа Антония был перенесён для перезахоронения на Черницкое кладбище Барнаула.

## Награды
- Орден Дружбы (28 декабря 2000 года) — за большой вклад в укрепление гражданского мира и возрождение духовно-нравственных традиций[5].